# Linea Meitetsu Toyota

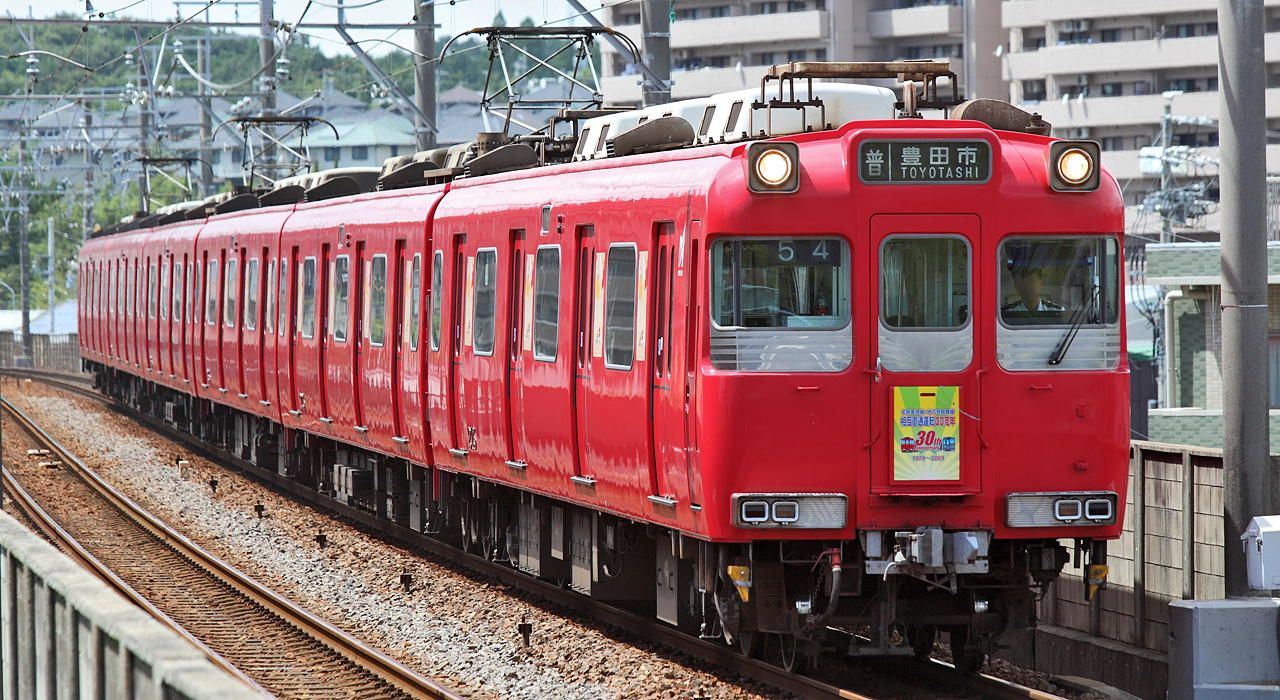
Un treno della serie 200

La linea Meitetsu Toyota  (名鉄豊田線?, Meitetsu Toyota-sen) è una ferrovia suburbana a scartamento ridotto che collega le stazioni di Umetsubo, nella città di Toyota e Akaike, situata a Nisshin e capolinea della linea Tsurumai della metropolitana di Nagoya. La ferrovia si trova interamente nella prefettura di Aichi, in Giappone.

## Caratteristiche
Lunga 15,2 km e totalmente elettrificata, di fatto è una prosecuzione fuori dai confini comunali di Nagoya della linea Tsurumai, in quanto la maggior parte dei treno proseguono fino alla stazione di Toyotashi (percorrendo un tratto della linea Meitetsu Mikawa fra Umetsubo e Toyotashi), a Toyota senza soluzione di continuità. Il collegamento è quindi molto importante per i numerosi pendolari della popolosa città di Toyota.

## Servizi
La relazione maggiormente utilizzata sulla linea Toyota è la seguente: Inuyama, linea Meitetsu Inuyama, linea Tsurumai (metropolitana di Nagoya), linea Toyota e linea Meitetsu Mikawa fino alla stazione di Toyotashi. Durante tutto il giorno la frequenza media dei treni è di uno ogni 15 minuti, aumentata durante la fascia di punta della sera.

## Stazioni
- Tutti i treni fermano in tutte le stazioni
- Tutte le stazioni si trovano nella prefettura di Aichi

| Stazione                                                     | Giapponese                                                  | Distanza interst.                                           | Distanza totale                                             | Collegamenti                                                | Posizione                                                   |
| Servizio diretto via linea Meitetsu Mikawa fino a Toyotashi  | Servizio diretto via linea Meitetsu Mikawa fino a Toyotashi | Servizio diretto via linea Meitetsu Mikawa fino a Toyotashi | Servizio diretto via linea Meitetsu Mikawa fino a Toyotashi | Servizio diretto via linea Meitetsu Mikawa fino a Toyotashi | Servizio diretto via linea Meitetsu Mikawa fino a Toyotashi |
| ------------------------------------------------------------ | ----------------------------------------------------------- | ----------------------------------------------------------- | ----------------------------------------------------------- | ----------------------------------------------------------- | ----------------------------------------------------------- |
| Umetsubo                                                     | 梅坪                                                        | -                                                           | 0.0                                                         | ■ Linea Meitetsu Mikawa (servizi diretti)                   | Toyota                                                      |
| Kami-Toyota                                                  | 上豊田                                                      | 2.0                                                         | 2.0                                                         |                                                             | Toyota                                                      |
| Jōsui                                                        | 浄水                                                        | 1.8                                                         | 3.8                                                         |                                                             | Toyota                                                      |
| Miyoshigaoka                                                 | 三好ヶ丘                                                    | 2.4                                                         | 6.2                                                         |                                                             | Miyoshi                                                     |
| Kurozasa                                                     | 黒笹                                                        | 1.9                                                         | 8.1                                                         |                                                             | Miyoshi                                                     |
| Komenoki                                                     | 米野木                                                      | 2.3                                                         | 10.4                                                        |                                                             | Nisshin                                                     |
| Nisshin                                                      | 日進                                                        | 1.8                                                         | 12.2                                                        |                                                             | Nisshin                                                     |
| Akaike                                                       | 赤池                                                        | 3.0                                                         | 15.2                                                        | Linea Tsurumai (T20)                                        | Nisshin                                                     |
| Servizio diretto via linee Tsurumai e Inuyama fino a Inuyama |                                                             |                                                             |                                                             |                                                             |                                                             |